# Container (film)
Container är en svensk dramafilm från 2006 i regi av Lukas Moodysson.

## Handling
Filmen är poetisk, experimentell och annorlunda. Container beskrivs av Lukas Moodyson som "en svart och vit stumfilm med ljud" och med de följande orden; "En kvinna i en mans kropp. En man i en kvinnas kropp. Jesus i Marias mage. Vattnet går. Det forsar in i mig. Jag kan inte stänga luckan. Mitt hjärta är fullt." 

## Om filmen
Container är regisserad av Lukas Moodysson och spelades in i Trollhättan, Sverige och i Tjernobyl, Ukraina samt i Transsylvanien, Rumänien. Världspremiären var den 10 februari 2006 i Berlin (Filmfestivalen i Berlin). Sverigepremiären var den 10 mars 2006.

## Rollista (i urval)
- Jena Malone - Kvinnan, röst
- Peter Lorentzon - Man
- Mariha Åberg - Kvinna, röst